# Olle Larsson
Olof Hindrik "Olle" Larsson (21 de junho de 1928 - 13 de janeiro de 1960) foi um remador sueco que competiu nos Jogos Olímpicos de Verão de 1956. Ele ganhou a medalha de prata nas quartas de final e terminou em quarto lugar nas oitavas de final. Ele ganhou duas medalhas de prata nesses eventos no Campeonato Europeu de 1955.
Larsson morreu em um acidente em um rebocador em Trollhättan. Desde então, um troféu em sua homenagem é entregue aos campeões nacionais nas quartas de final.